# Handelshögskolans i Stockholm kamratförening

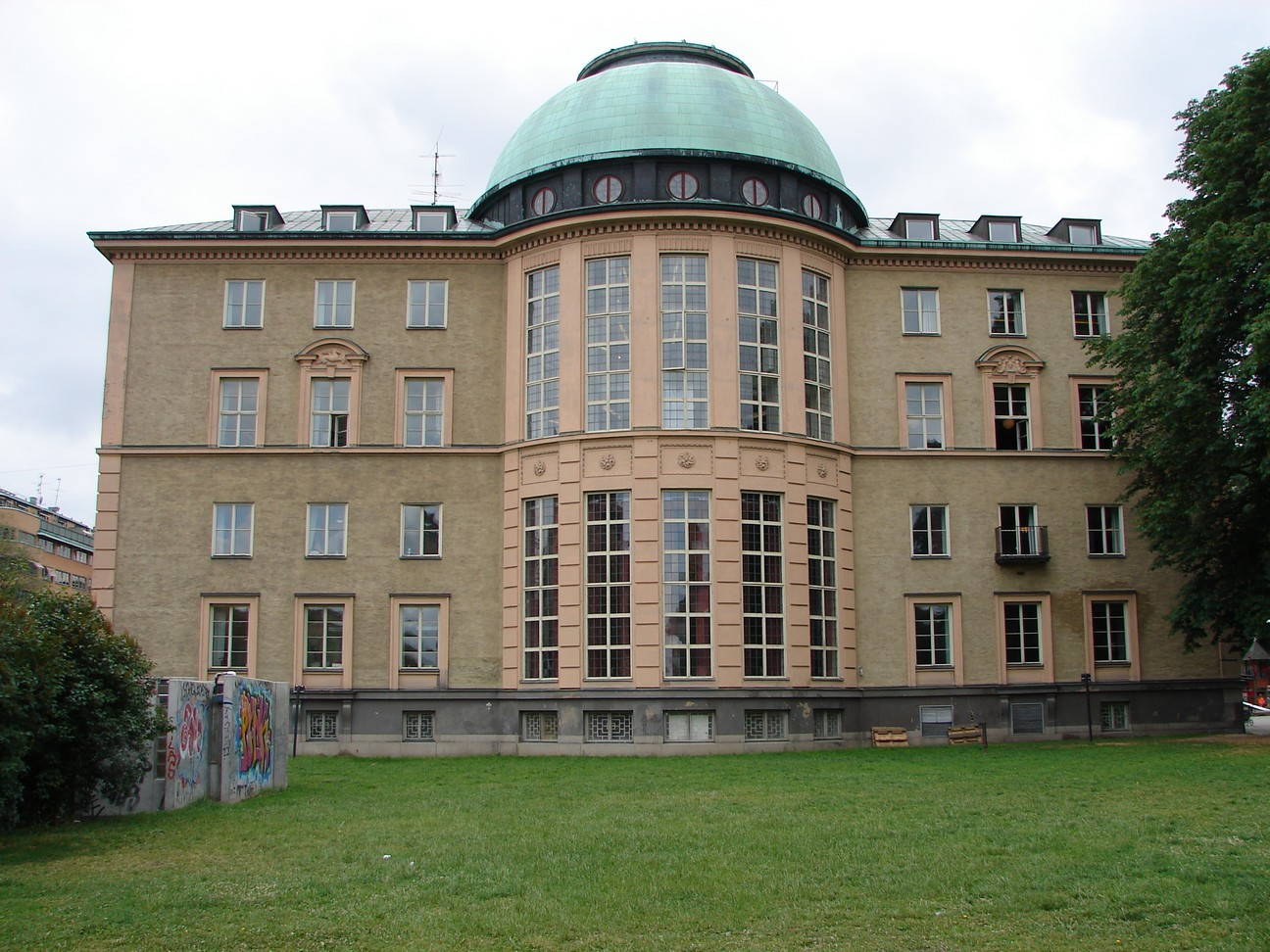
Handelshögskolans i Stockholm kamratförenings kansli ligger i Handelshögskolan i Stockholms huvudbyggnad

Handelshögskolans i Stockholm kamratförening (HHSK) (engelska The Alumni Association of the Stockholm School of Economics, AASSE) är en ideell förening för alumner från Handelshögskolan i Stockholm, en privat högskola i Stockholm. Föreningen grundades 1982 och har 4.000 betalande medlemmar. Den tillvaratar gemensamma intressen bland utexaminerade från Handelshögskolan i Stockholm. 
Medlemskap i föreningen är frivilligt och öppet för alla med civilekonom-, ekonomie kandidat- och/eller ekonomie masterexamen från Handelshögskolan. Föreningen organiserar månatliga sammankomster för sina medlemmar, bland annat seminarier om ekonomi och management, vinprovning och konstrundor. Föreningen har tidigare givit ut tidskriften Alumni. 
Föreningens styrelse har ett varierande antal ledamöter, varav en utses ex officio, det vill säga givet sin position, som ordförande för Handelshögskolans i Stockholm studentkårs programutskott. Ordförande för styrelsen är Viveka Hirdman-Ryrberg och vice ordförande är Günther Mårder.
Handelshögskolans i Stockholm kamratförenings kansli ligger i Handelshögskolan i Stockholms huvudbyggnad på Sveavägen 65 vid parken Observatorielunden i Vasastan i Stockholm.

## Styrelsemedlemmar

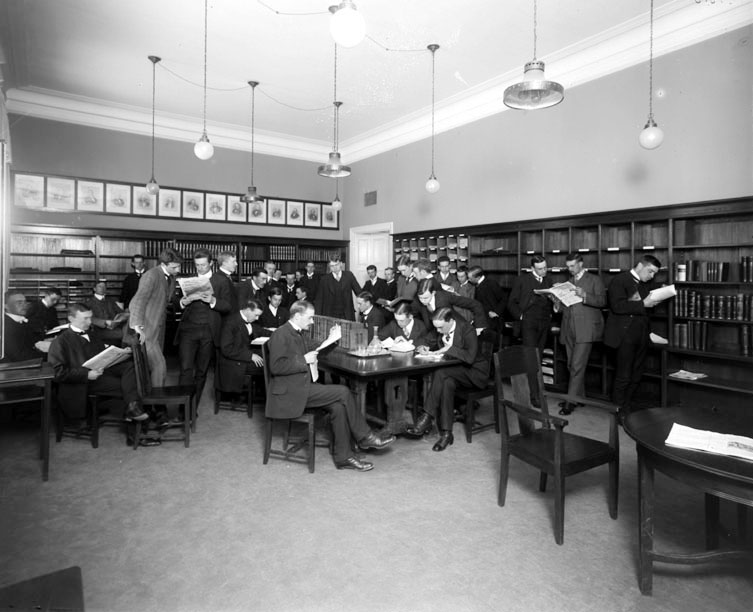
Samlingslokal för studenter i Handelshögskolan i Stockholms lokaler i Brunkebergs hotell, 1911

- Viveka Hirdman-Ryrberg, ordförande
- Günther Mårder, vice ordförande
- Eva Nissén, skattmästare
- Alexander Norén, klubbmästare och programansvarig
- Ann Peyron Östlund, ansvarig för Kamratföreningens mentorprogram
- Adam Altmejd, ledamot
- Per Johan Björnstedt, ledamot
- Erik Haglöf, ledamot
- Tove Husell, ledamot
- Rebecca Lucander, ledamot
- Daniel Palm, ledamot
- Karl Prytz, ledamot
- Anna Stenberg, ledamot
- Susanna Verständig, ledamot
- Fredrik Agmén, ledamot, utsedd ex officio, genom sin position som ordförande för Handelshögskolans i Stockholm studentkårs programutskott